# Farrea lendenfeldi
Farrea lendenfeldi är en svampdjursart som beskrevs av Isao Ijima 1927. Farrea lendenfeldi ingår i släktet Farrea och familjen Farreidae.
Artens utbredningsområde är havet kring Indonesien. Inga underarter finns listade i Catalogue of Life.